# Tyska Samoa
Tyska Samoa (Tyska: Deutsch-Samoa) var en tysk koloni i Oceanien från 1900 till 1920. Kolonin bestod genom fördraget i Berlin 14 november 1899 av de två största öarna i Samoaöarna, Savaii och Upolu, samt de två dem emellan liggande Manono och Apolima. Den östra delen av Samoaöarna kom att tillhöra USA, det som idag är Amerikanska Samoa.
Tyska Samoa besattes 1914 av Nya Zeeland, som efter första världskriget, från 17 december 1920, förvaltade öarna som ett mandatområde under Nationernas förbund, Västra Samoa. Öarna blev självständiga 1962.